# Somâa
Somâa (àrab: الصمعة, aṣ-Ṣumʿa) és un poble tunisià de la regió del cap Bon, situat una desena de quilòmetres al nord de Nabeul, dins de la governació de Nabeul. Constitueix una municipalitat amb 7.017 en 2014.

## Administració
Forma una municipalitat o baladiyya, amb codi geogràfic 15 15 (ISO 3166-2:TN-12). La municipalitat fou creada per decret el 2 d'abril de 1966.
Al mateix temps, constitueix un sector o imada (codi geogràfic 15 53 54) de la delegació o mutamadiyya de Beni Khiar (15 53).